# Ballycroy (comté de Mayo)
Ballycroy (en irlandais : Baile Chruaich) est un village du comté de Mayo, dans le Connacht, en Irlande. 

## Hameaux
Voici la liste des hameaux constituant le village :
- Aughness
- Ballygarvaun
- Ballyveeney
- Bunmore
- Castlehill
- Claggan
- Doona
- Dooriel
- Drumgallagh
- Drumslide
- Fahy
- Gortbrack
- Inisbiggle
- Kildunv
- Knockmoyleen
- Lettra
- Logduff, Owenduff, & Owenglas
- Sheeanmore & Shraduggan
- Shranamonragh
- Tallagh
- Tarsaghaun Beag

## Culture
La localité a été le lieu de tournage du film The Ballroom of Romance (La salle de bal de la romance) en 1982,. La salle de bal réelle, utilisée dans le film, existe toujours, bien qu'en état d'abandon. Elle est située à Doona Cross, à l'ouest du village.
Ballycroy National Park est situé sur le territoire.